# Dar es Salaam (stad)

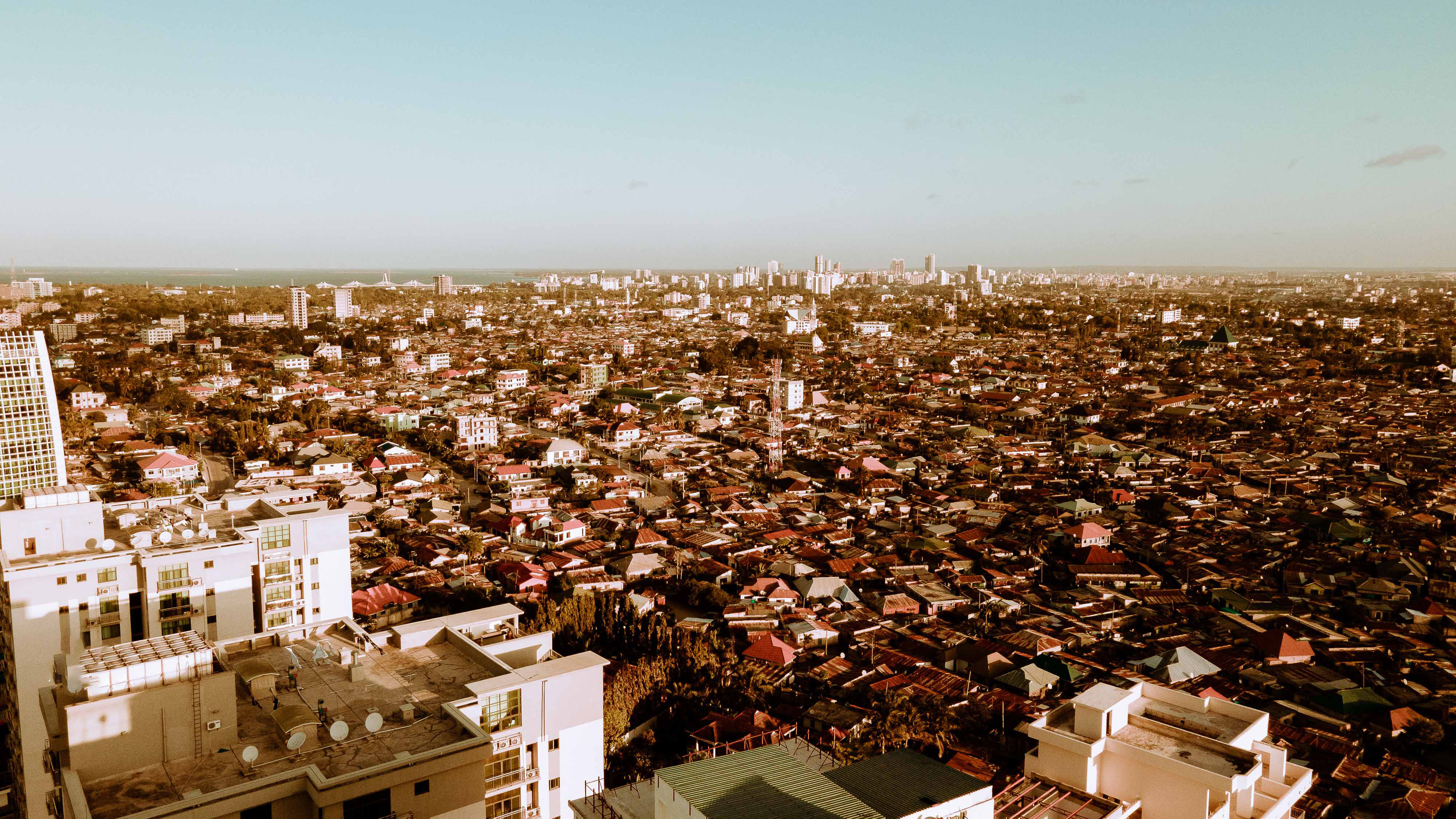
Dar es Salaam

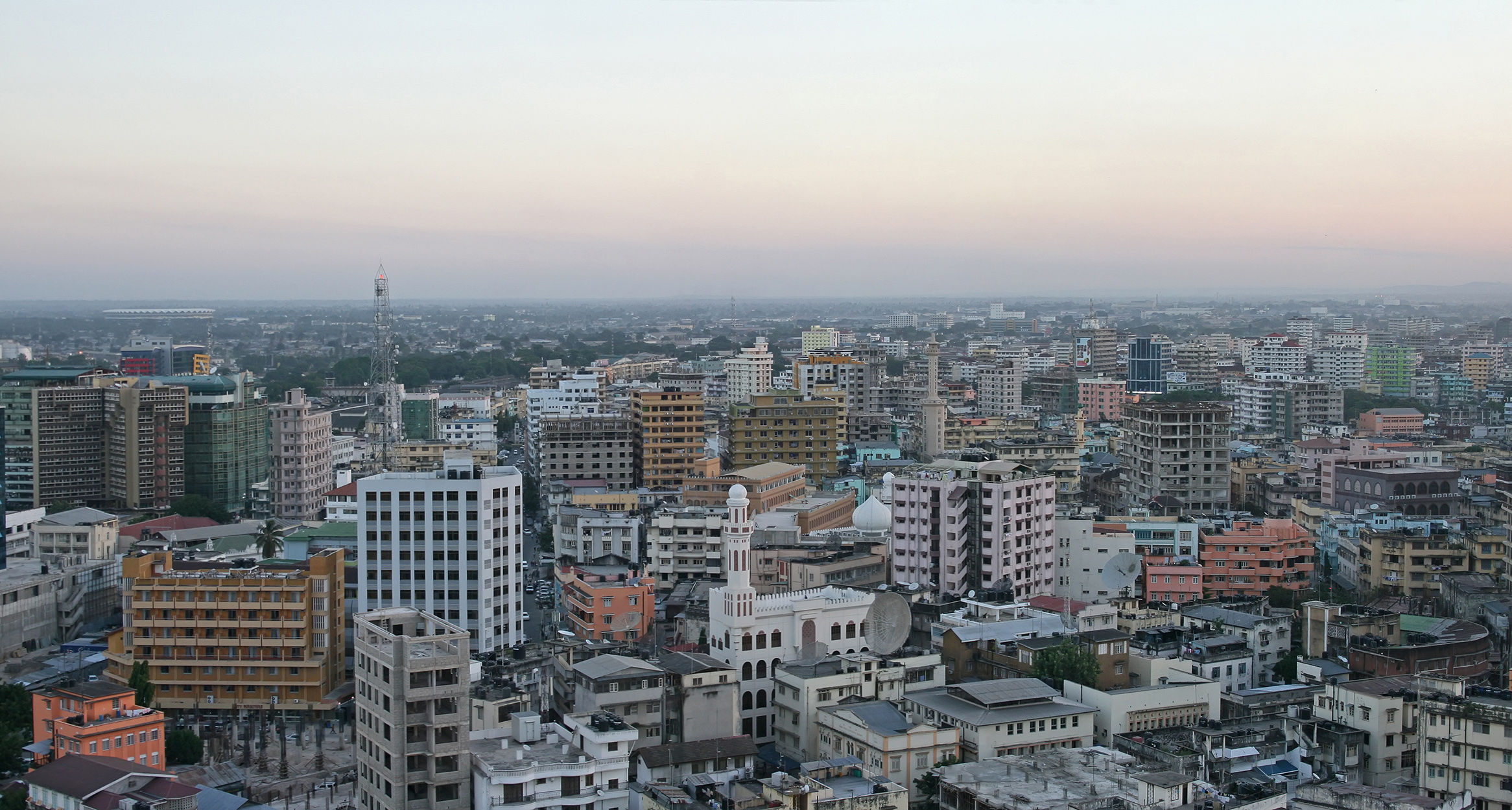
De stad voor zonsondergang

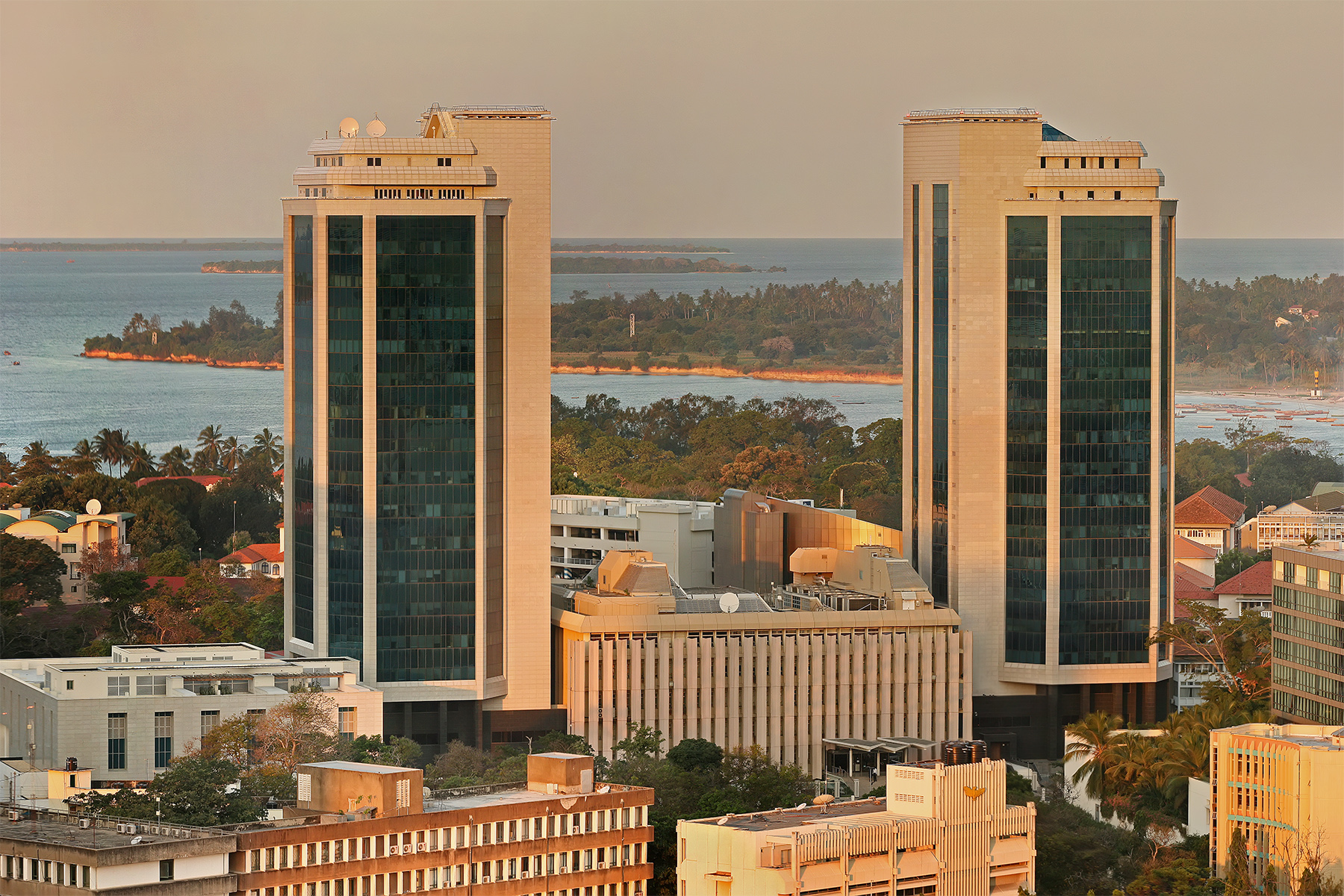
De Bank of Tanzania

Dar es Salaam (دار السلام), vroeger Mzizima, ligt in het oosten van Tanzania. Het is de grootste stad van het land, met circa 4,3 miljoen (2012) inwoners. Gouverneur is Paul Makonda. Het was tot 1973 de hoofdstad en is nog steeds het economisch centrum van Tanzania. Dar as-Salaam betekent "Huis van de Vrede" in het Arabisch.
De stad ligt aan de Indische Oceaan en is de belangrijkste havenstad van het land. Vanuit deze stad wordt de export van koffie, katoen, sisal, en huiden afgehandeld. Verder worden er levensmiddelen, textiel, cement en geneesmiddelen voor de lokale markt geproduceerd.

## Geschiedenis
In 1866 gaf sultan Seyyid Majid van Zanzibar de stad zijn huidige Arabische naam die Huis van vrede betekent. Na de dood van Majid in 1870 raakte de stad in verval, maar toen de Duitse Oost-Afrika-maatschappij hier een vestiging opende, bloeide de stad weer op. Dar es Salaam werd het bestuurlijk centrum en de belangrijkste handelsplaats van Duits Oost-Afrika. De industrie breidde zich sterk uit als gevolg van de aanleg van de Centrale Spoorweg aan het begin van de 20e eeuw.
Duits Oost-Afrika werd tijdens de Eerste Wereldoorlog veroverd door de Britten en werd voortaan Tanganyika genoemd. Dar es Salaam bleef het bestuurs- en handelscentrum. Onder het Britse indirecte gezag ontwikkelden zich op enige afstand van het stadscentrum afzonderlijke Europese gebieden zoals Oyster Bay en Afrikaanse gebieden zoals Kariakoo en Ilala. Daarnaast bestond de bevolking uit een grote groep Zuid-Aziaten.
Na de Tweede Wereldoorlog maakte Dar es Salaam een periode van snelle groei door. Politieke ontwikkelingen, waaronder de oprichting en groei van de Tanganyika African National Union (TANU), leidden tot onafhankelijkheid voor Tanganyika in december 1961. Dar es Salaam bleef de hoofdstad, ook toen in 1964 Tanganyika en Zanzibar samengingen en Tanzania vormden. In 1973 werd Dodoma, een meer centraal gelegen stad in het binnenland van Tanzania, aangewezen als nieuwe hoofdstad. De verhuizing is nog steeds niet voltooid. Dar es Salaam blijft Tanzania's belangrijkste stad.
Op 7 augustus 1998 vond er een aanslag plaats op de Amerikaanse ambassade in de stad.

## Religie
Dar es Salaam is sinds 1953 de zetel van een rooms-katholiek aartsbisdom.

## Geboren
- Godfrey Mwampembwa (1969), cartoonist
- Mbwana Aly Samatta (1992), profvoetballer

## Gestorven
- Hugo van Lawick (2002), Nederlandse filmmaker